# Incoronazione di Carlo X

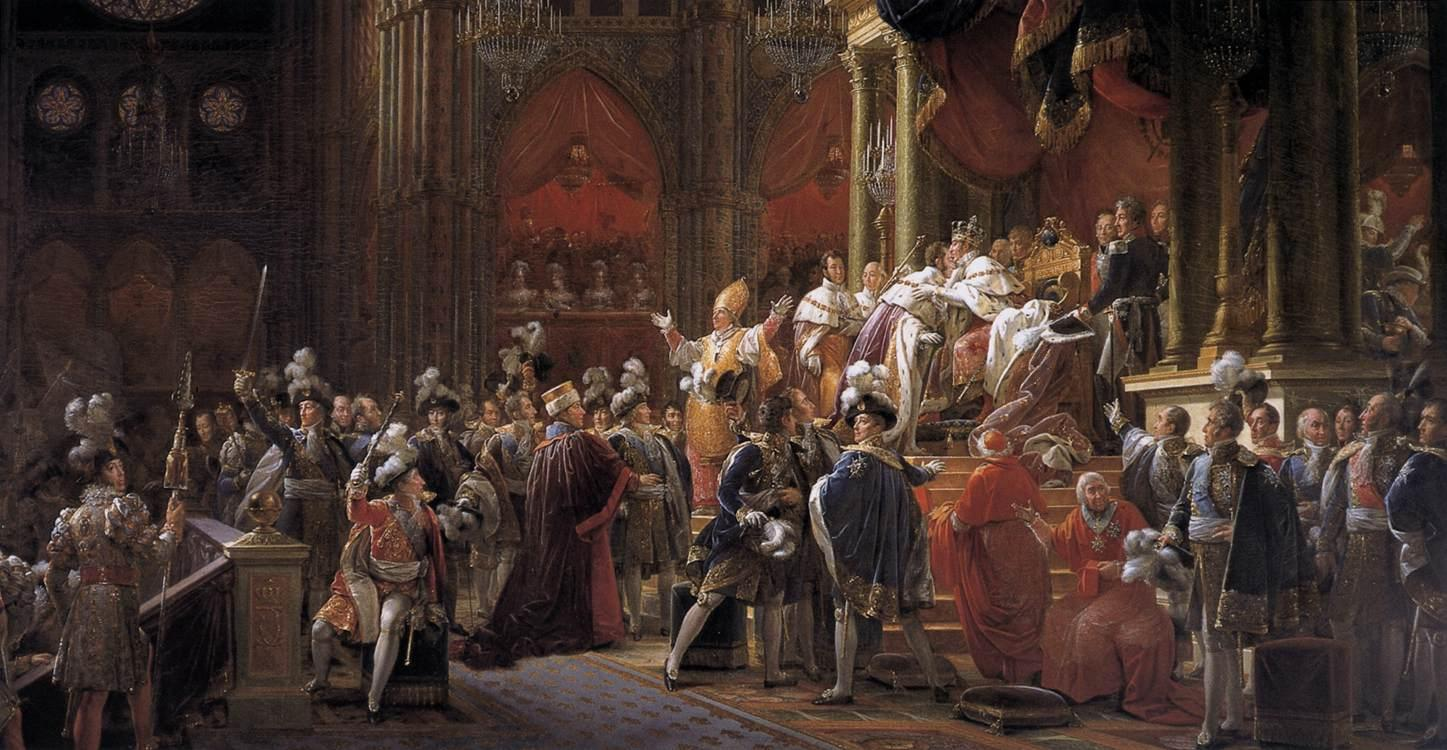
L'incoronazione di Carlo X di François Gérard.

L'incoronazione di Carlo X ebbe luogo a Reims il 29 maggio 1825, quando Carlo X fu incoronato re di Francia, segnando l'ultima incoronazione di un monarca francese. Avvenne nella cattedrale di Reims in Champagne, il luogo tradizionale dell'incoronazione dei sovrani francesi. Fu l'unica incoronazione ad aver luogo dopo la sconfitta di Napoleone nel 1815 e la Restaurazione dei Borboni prima che la linea diretta fosse deposta nel 1830.

## Sfondo

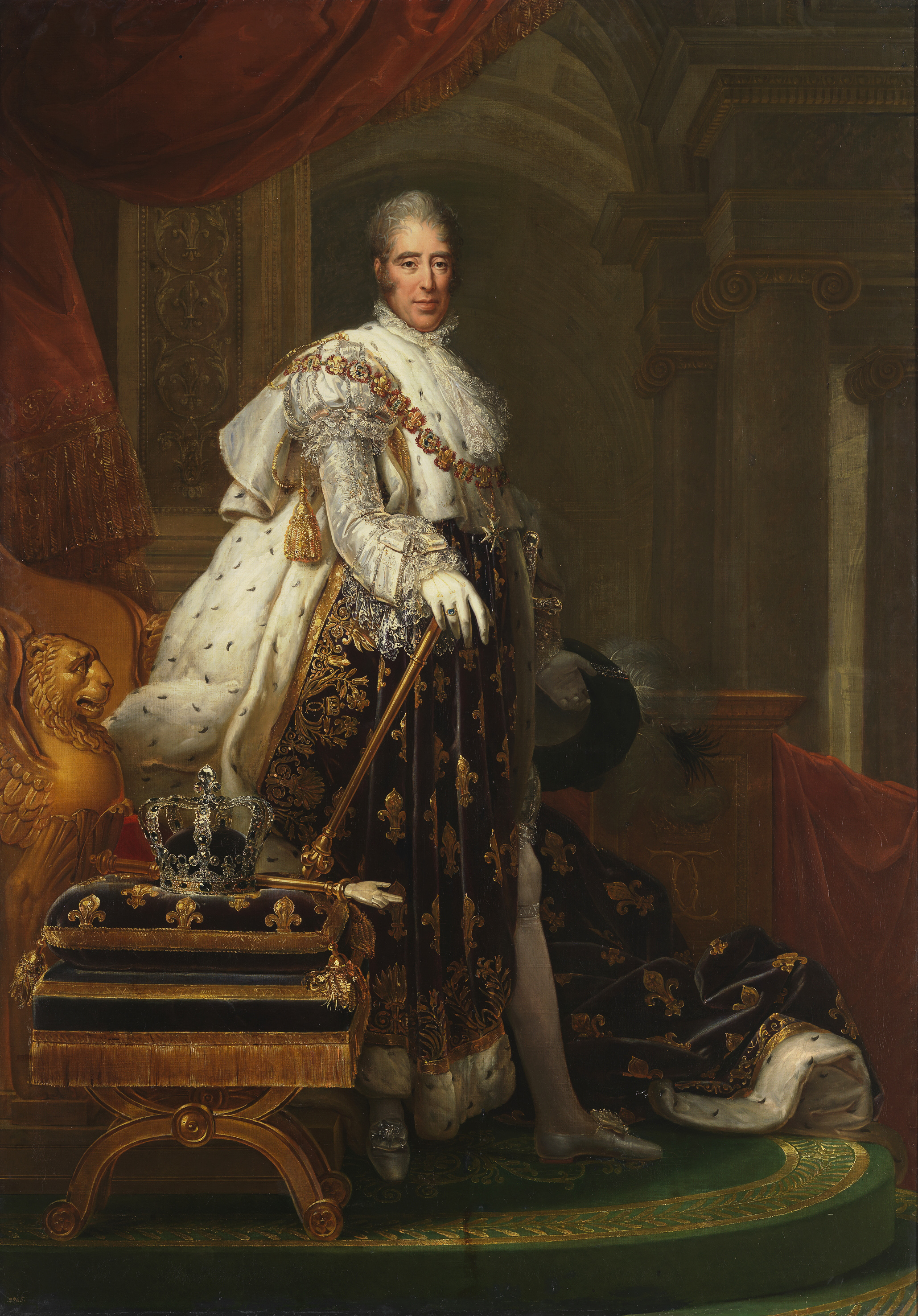
Carlo X ritratto da François Gérard con gli abiti dell'incoronazione.

Come Conte di Artois, Carlo aveva trascorso molti anni in esilio dopo l'esecuzione di suo fratello Luigi XVI nel 1793 durante la Rivoluzione francese. Durante gli ultimi anni delle guerre napoleoniche si stabilì in Gran Bretagna, tornando in Francia quando suo fratello fu restaurato dalle forze alleate nel 1814 e di nuovo dopo la campagna di Waterloo nel 1815. Nella monarchia restaurata fu l'erede del fratello maggiore senza figli Luigi XVIII. Carlo emerse come il leader degli ultrarealisti, un raggruppamento politico conservatore che rifiutò la maggior parte dei cambiamenti della Rivoluzione francese. Luigi XVIII non ebbe mai un'incoronazione. I piani per tenerne una continuarono a fallire a causa di varie circostanze e alla fine furono rinviati a tempo indeterminato dalla cattiva salute fisica del re. Pertanto regnò per dieci anni senza alcuna cerimonia religiosa formale.
Con il declino della salute del re, era chiaro che Carlo avrebbe potuto succedergli. Mentre il figlio maggiore, Luigi Antonio, duca di Angoulême non aveva figli, il figlio minore, Carlo Ferdinando, duca di Berry, che era stato assassinato, era sopravvissuto alla moglie incinta che diede alla luce un figlio, Enrico, nel settembre 1820. Enrico era quindi erede al trono dopo il duca di Angoulême senza figli, apparentemente assicurando la successione per almeno un'altra generazione. Luigi XVIII morì nel settembre 1824 e Carlo fu proclamato suo successore come Carlo X. In un discorso dal trono del 22 dicembre 1824, Carlo chiarì la sua intenzione di essere incoronato nella tradizione dell'Ancien Régime. Mentre l'incoronazione di Napoleone del 1804 aveva avuto luogo a Notre-Dame de Paris, il nuovo re scelse l'antico sito della cattedrale di Reims.

## Cerimonia

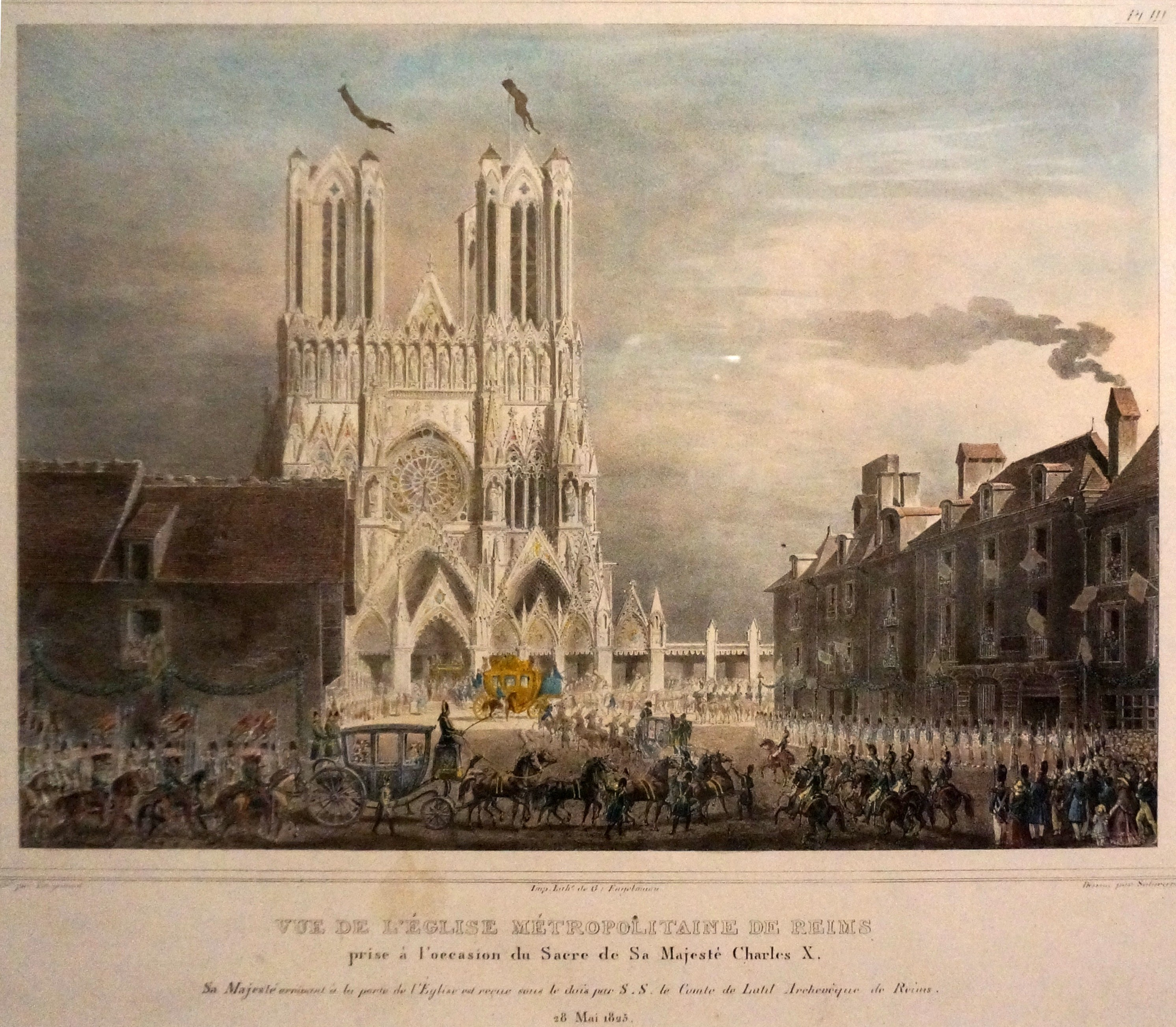
Vista della cattedrale di Reims durante l'incoronazione.

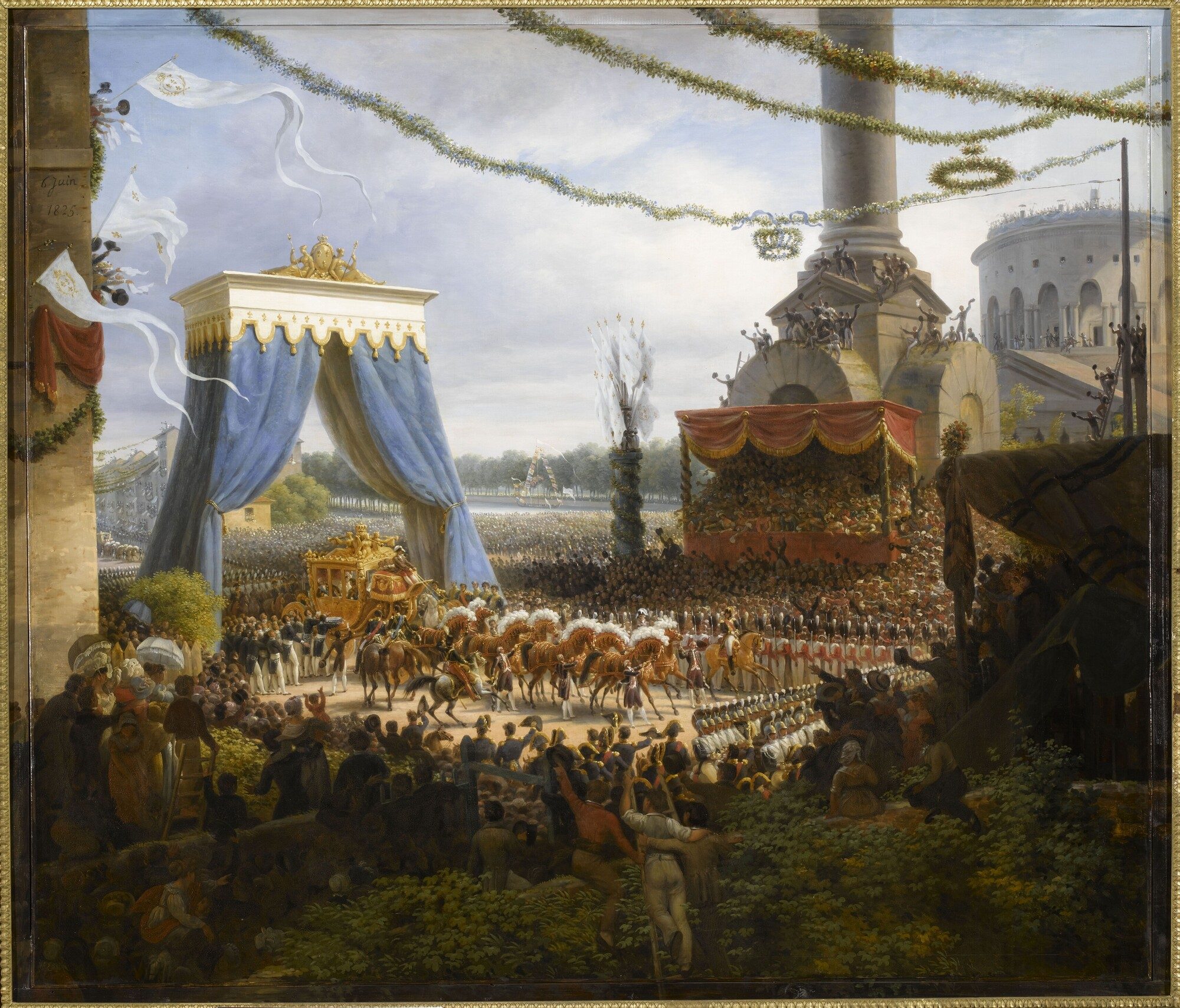
Ingresso di Carlo X a Parigi il 6 giugno 1825 da parte di Louis-François Lejeune.

La tradizione dei monarchi francesi risaliva a Clodoveo I nel V secolo e le incoronazioni avevano avuto luogo a Reims fin dal IX secolo. Nel 1825 l'evento ebbe quattro fasi: il viaggio del re da Parigi a Reims, le cerimonie in quella città, il suo viaggio di ritorno a Parigi e l'ingresso in città e vari eventi tenuti nella capitale. Il 24 maggio 1825 il re lasciò Parigi e si recò a Compiègne dove rimase per tre giorni. Quindi viaggiò a Reims via Soissons. A Reims si erano svolti ampi preparativi, per i quali Carlo aveva contribuito con una notevole somma dal tesoro reale, inclusa la ristrutturazione del palazzo del Tau dove soggiornò. Una nuova carrozza d'oro fu progettata da Charles Percier.
Grandi folle si radunarono nella città di Reims per l'evento. La santa Ampolla che era stata usata per più di seicento anni era stata distrutta dai rivoluzionari francesi nel 1793. Una nuova ampolla fu progettata da Louis Lafitte per la cerimonia. Una messa speciale era stata commissionata dal re al compositore italiano Luigi Cherubini. La cerimonia fu eseguita da Jean-Baptiste de Latil, l'arcivescovo di Reims. In una nuova innovazione, quattro marescialli napoleonici di Francia presentarono al re i simboli dell'autorità reale e nel suo giuramento giurò di sostenere la Carta del 1814 che aveva stabilito una monarchia costituzionale piuttosto che una assoluta. Tuttavia il senso generale era di nostalgia per l'era pre-Rivoluzione e il posto d'onore fu dato alla nobiltà e al clero. Come principe del sangue, il lontano cugino del re, il duca d'Orléans, partecipò.
La cerimonia attirò visitatori da tutta Europa. Tra i personaggi francesi presenti si segnalarono gli scrittori realisti François-René de Chateaubriand, Victor Hugo e Charles Nodier. Re Carlo tornò a Compiègne il 1° giugno, dove si riposò per alcuni giorni, prima di entrare a Parigi il 6 giugno. Arrivò in città attraverso la Porta della Villette. La scena fu raffigurata in un dipinto di Louis-François Lejeune.

## Conseguenze

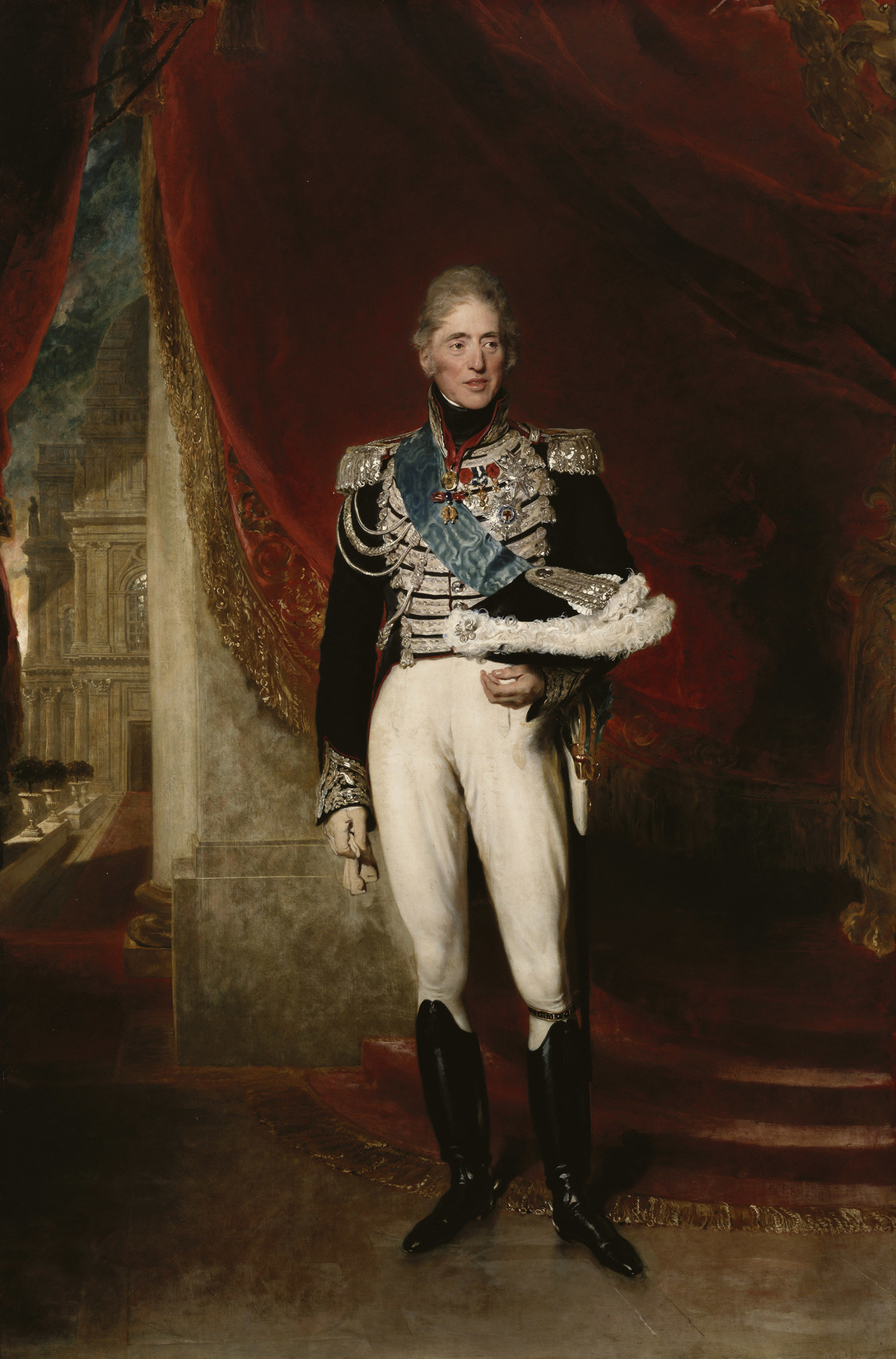
Un ritratto di Carlo X di Thomas Lawrence fu commissionato da Giorgio IV del Regno Unito l'anno dell'incoronazione.

Al teatro Covent Garden di Londra fu organizzata una rappresentazione dell'Incoronazione di re Carlo X da Charles Kemble, basata sulla ricerca di James Planché, che si dimostrò popolare tra il pubblico. Il compositore italiano Gioachino Rossini creò un'opera, Il viaggio a Reims, incentrata su diversi personaggi in cammino verso l'incoronazione. Fu presentata per la prima volta a Parigi il 19 giugno 1825. Lo stesso anno, come parte di una commissione per un duello da parte di Giorgio IV, l'artista inglese Sir Thomas Lawrence dipinse sia Carlo che il suo figlio maggiore, il duca di Angoulême, per la quale Lawrence fu insignito della Legion d'Onore.
Nonostante lo splendore dell'incoronazione, i problemi politici continuarono durante tutto il suo regno. Nel 1830 Carlo fu rovesciato dalla Rivoluzione di luglio e andò in esilio in Gran Bretagna. Dal 1830 fino alla sua morte nel 1836 fu il pretendente legittimista al trono francese. Il suo successore Luigi Filippo I rifiutò l'idea di un'incoronazione nel tentativo di prendere le distanze dal governo dei suoi cugini. Napoleone III, che fondò il Secondo Impero nel 1852, non ebbe mai una cerimonia di incoronazione, sebbene una corona fosse stata progettata per lui nel 1855.